# Gullegem Koerse 2023
La Gullegem Koerse 2023,  quarantasettesima edizione della corsa ciclistica, valevole come evento dell'UCI Europe Tour 2023 categoria 1.HC, si svolse il 9 settembre 2023 su un percorso di 221,8 km. La vittoria fu appannaggio del belga Warre Vangheluwe, che terminò la gara in 4h48'56", precedendo i  connazionali Tim Merlier e Timothy Dupont.
Al traguardo di Gullegem furono 124 i ciclisti, dei 176 alla partenza, che portarono a termine la competizione.

## Ordine d'arrivo (Top 10)
| Pos. | Corridore         | Squadra                         | Tempo    |
| ---- | ----------------- | ------------------------------- | -------- |
| 1    | Warre Vangheluwe  | Soudal Quick-Step               | 4h48'56" |
| 2    | Tim Merlier       | Soudal Quick-Step               | s.t.     |
| 3    | Timothy Dupont    | Tartaletto-Isorex               | s.t.     |
| 4    | Greg Van Avermaet | Intermarché-Wanty               | s.t.     |
| 5    | Jensen Plowright  | Alpecin-Deceuninck              | s.t.     |
| 6    | Sasha Weemaes     | Human Powered Health Cycling    | s.t.     |
| 7    | Simon Dehairs     | Alpecin-Deceuninck              | s.t.     |
| 8    | Greg Van Avermaet | Decathlon AG2R La Mondiale Team | s.t.     |
| 9    | Blake Agnoletto   | ARA Skip Capital                | s.t.     |
| 10   | Boy van Poppel    | Intermarché-Wanty               | s.t.     |